# 합치식 거리계

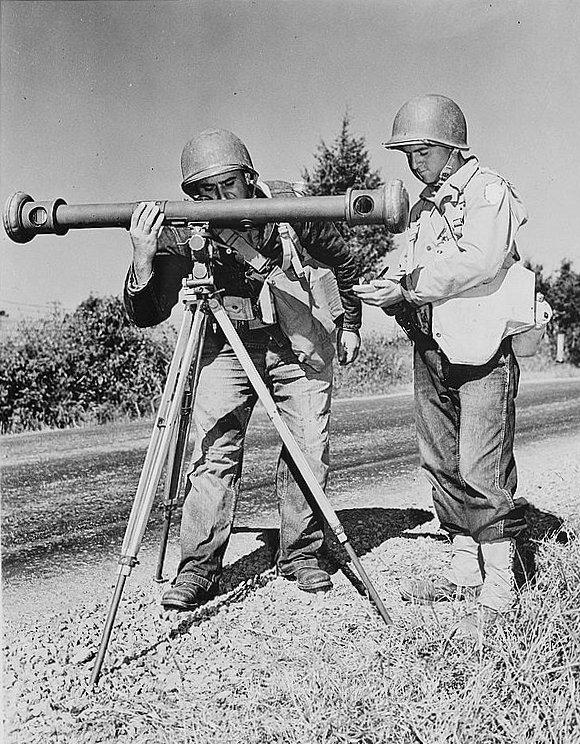
1940년대 훈련 중 독특한 단일 접안렌즈가 달린 합치식 거리계를 사용하는 미군 병사들.

합치식 거리계 혹은 일치식 거리계 혹은 합치식 거리 측정기(영어: Coincidence Rangefinder)는 삼각 측량 원리와 더불어 광학 장치를 사용하여 사용자가 눈에 보이는 물체까지의 거리를 잴수 있는 거리계의 한 종류이다. 합치식 거리 측정기는 1778년 독일의 게오르그 프리드리히 브랜더가 발명했으며, 1890년대부터 1960년대까지 장거리 함포와 해안포의 사격 통제 시스템에서 중요한 요소였으며, 거리계 연동 카메라에서 거리를 재는데 사용되었다.
합치식 거리 측정기는 입체식 거리 측정기와 비슷하게 생겼지만, 입체식의 경우 접안 렌즈가 2개이며, 양안시에 기반한 다른 원리를 사용한다. 보통 두가지는 접안렌즈의 갯수로 쉽게 구분할수 있다.

## 원리

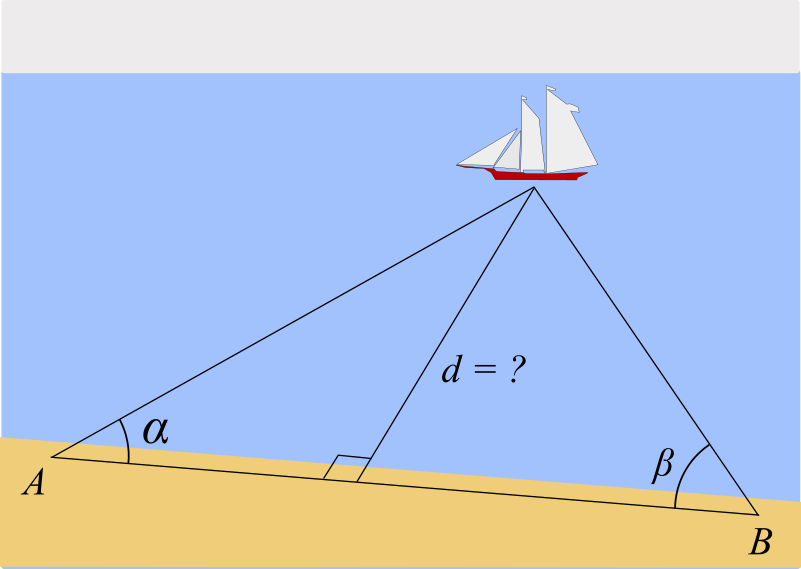

합치식 거리계는 삼각 측량 원리를 통해 작동된다. 예시 그림에서 삼각 측량을 사용하여 선박 𝑑 의 거리를 결정할 수 있다. 렌즈 A 와 B 의 위치는 알려져 있으며, 렌즈 α  혹은 β 의 각도는 작업자가 설정하여 둘 다 표적을 향하도록 정할수 있다. 합치식 거리계에서 A와 B사이는 일반적으로 고정되어 있으므로, 각도만 올바르게 설정하면 눈금에서 거리를 읽으면 된다.

## 디자인

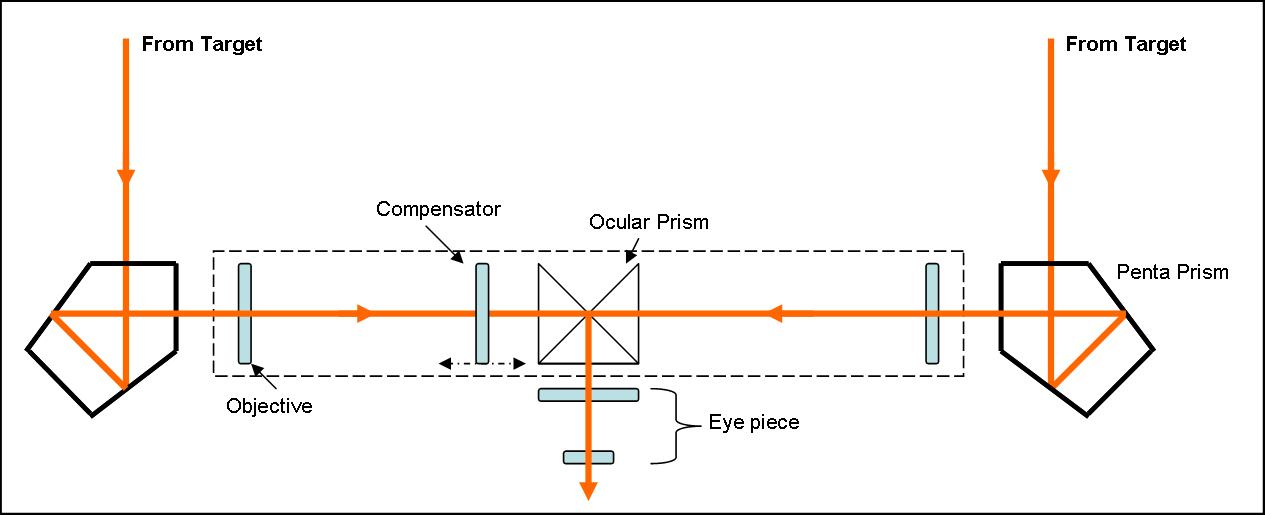
일치식 거리계의 개략도

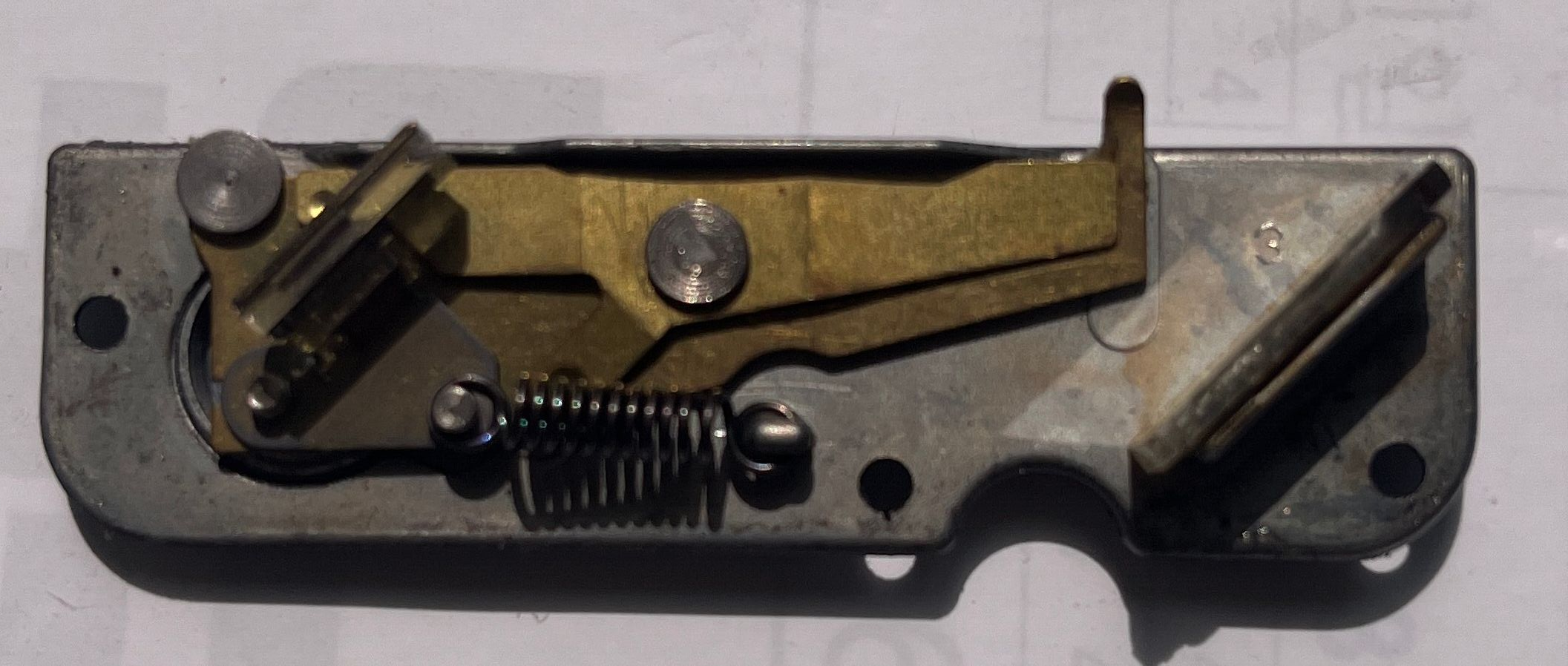
아거스 C3의 합치식 거리계. 큰 거울 아래의 작은 거울을 움직여 거리를 맞춘다.

일치식 거리계는 양쪽 끝에 앞을 향한 렌즈가 달린 긴 튜브와 조작자용 접안렌즈로 구성되어 있다. 그림처럼 프리즘을 사용하는 경우도 있으며, 거리계 연동 카메라의 경우, 거울을 움직여 이미지와의 거리를 잴 수 있다

## 응용
이 원리를 이용한 광학 거리 측정기는 여러 가지 목적에 적용할 수 있으며, 군사적 목적으로 널리 사용되어 표적의 거리를 확인하고, 사진 촬영 목적으로 사용되어 피사체와의 거리를 파악하여 초점을 맞추는 데 사용되었다. 처음엔 액세서리에서 시작되어, 나중엔 거리 측정기의 값을 초점 조정 메커니즘으로 보낼수 있게 되어 좀 더 편하게 초점을 맞출수 있게 되었다.

## 용법

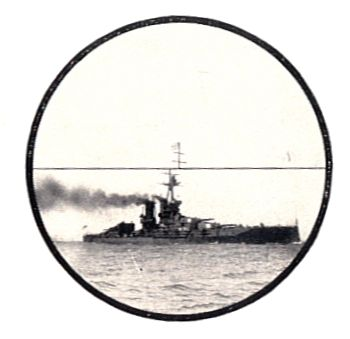
해군 거리 측정기의 접안 렌즈 이미지. 거리가 제대로 맞지 않은 경우이며, 이 두쌍의 이미지가 서로 맞는 순간이 진짜 거리이다.

합치식 거리계는 단일 접안렌즈를 사용한다. 표적에서 나온 빛은 장비의 양쪽 끝에 있는 두개의 창을 통해 거리계로 들어간다. 이렇게 들어간 광선은 대물 렌즈를 통과한 후 반대편 광선과 합쳐져 두개의 대상 이미지를 형성한다. 여기서 거리가 맞지 않으면 서로 엇갈려 보이기 때문에, 두 이미지가 일치할때까지 프리즘이나 혹은 거울을 조작한다.

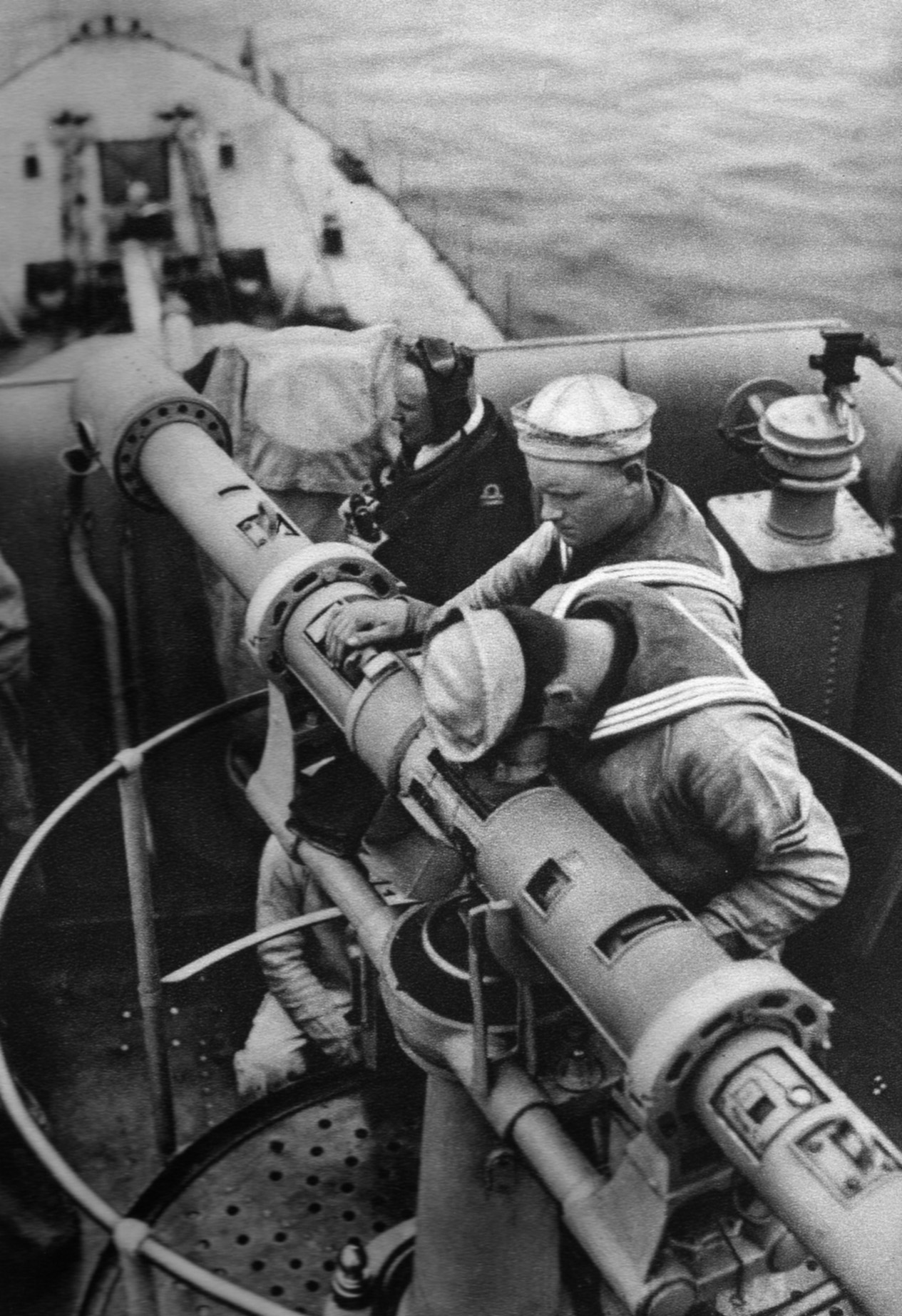
폴란드 구축함 ORP Wicher의 거리 측정기

## 더 보기
- 거리계
- 잠망경
- 헬리오미터
- 레이저 거리 측정기
- 삼각 측량